# Dom gospođice Peregrine za čudnovatu djecu (2016.)
Dom gospođice Peregrine za čudnovatu djecu (eng. Miss Peregrine's Home for Peculiar Children) je fantastični film  Tima Burtona, snimljen po scenariju Jane Goldmana. Radnja filma je zasnovana na knjizi  Ransoma Riggsa "Dom gospođice Peregrine za čudnovatu djecu". Dom gospođice Peregrine za čudnovatu djecu je kombinacija igranog i računalno animiranog filma. U glavnim su ulogama Eva Green, Asa Butterfield, Chris O'Dowd, Allison Janney, Rupert Everett, Terence Stamp, Ella Purnell, Judi Dench i Samuel L. Jackson.

## Radnja
Priča prati život šesnaesto-godišnjeg Jakea čiji život teče posve mirno sve dok ga ne zadesi strašna i iznenadna djedova smrt. Pokušavajući odgonetnuti prilično sumnjive okolnosti pod kojima se ona zbila, u ruke mu dospije tajnovito pismo koje ga odvodi na daleki velški otok, gdje otkriva ruševine doma gospođice Peregrine za čudnovatu djecu. Dok Jacob istražuje napuštene sobe i hodnike u razrušenoj kući, postaje mu jasno da ta djeca nisu bila samo čudnovata: možda su bila i opasna, možda su s pravom bila izolirana na napuštenome otoku. Koliko se god to činilo nemogućim, možda su nekako još uvijek živa…

## Uloge

### Čudnovati

#### Odrasli
- Eva Green kao Gospođica Alma LeFay Peregrine, junakinja filma i zaštitnica čudnovate djece, može upravljati vremenom i ima sposobnost pretvaranja u pticu. Zahvaljujući tomu stvara vremensku petlju u kojoj zajedno s djecom iznova proživljavaju jedan jedini dan. To ih štiti od zla koje prijeti izvan petlje.
- Terence Stamp kao Abraham "Abe" Portman, Jakeov djed koji dijeli svoju osebujnu sposobnost njemu.
  - Callum Wilson kao mladi Abe.
- Judi Dench kao gospođica Esmeralda Avocet, ravnateljica doma Avocet za čudnovatu djecu. Kao Gospođica Peregrine može kontrolirati vrijeme.

#### Djeca
- Asa Butterfield kao Jacob "Jake" Portman, glavni lik priče, pridošlica u domu za čudnovatu djecu, tipični američki tinejdžer koji se bori s osjećajem nepripadnosti. Kao i njegov djed posjeduje moć da vidi čudovišta.
- Ella Purnell kao Emma Bloom, neobična cura koja ima moć kontroliranja zraka, uvijek mora nositi olovne cipele kako ne bi odletjela. Između nje i Jakea postoji ljubavna povezanost od samog početka. Uvijek je spremna pomoći drugima.
- Lauren McCrostie kao Olive Abroholos Elephanta, posjeduje moć pirokineze.
- Cameron King kao Millard Nullings, nevidljivi dječak.
- Pixie Davies kao Bronwyn Buntley, super snažna djevojčica.
- Georgia Pemberton kao Fiona Frauenfeld, mlada djevojka koja može kontrolirati i nadvladati bilje.
- Finlay MacMillan kao Enoch O'Connor, najstariji dječak koji može oživjeti nežive stvari na određeno vrijeme.
- Milo Parker kao Hugh Apiston, gospodar pčela.
- Raffiella Chapman kao Claire Densmore, djevojčica koja ima iza glava skrivena još jedna usta.
- Hayden Keeler-Stone kao Horace Somusson, dječak s proročkim snovima.
- Joseph i Thomas Odwell kao Blizanci, gorgonski dječaci koji nose bijele maske s otvorima.
- Louis Davison as Victor Buntley, Bronwyn brat, kojeg čudovišta ubijaju.

#### Utvare
- Samuel L. Jackson kao Gospodin Barron, vođa Utvara. Vjeruje da će postati besmrtan loveći Čudnovatu djecu. 
  - Allison Janney kao Doktorica Golan, Jakeova psihijatrica koja služi Gospodinu Barronu.
  - Rupert Everett kao orintolog, koji također služi Gospodinu Barronu.
- Jack Brady kao Gospodin Clark, utvara.
- Philip Philmar kao Gospodin, utvara.
- Scott Handy kao Gospodin Gleeson, utvara
- Helen Day kao Gospođica Edwards, utvara.

#### Ne-čudnovati
- Chris O'Dowd kao Franklin Portman, Jakeov otac.
- Kim Dickens kao Maryann Portman, Jakeova majka.

## Glazba
Mike Higham i Matthew Margeson su kompenzirali glazbeni ishod za film. Soundtrack za film bit će izdan 16. listopada 2016. 

## Distribucija
Dom gospođice Peregrine za čudnovatu djecu izdan je 30. rujna 2016. Film je u originalu trebao biti distribuiran 31. srpnja 2015. godine. U Hrvatskoj se film počeo prikazivati od 29. rujna 2016. u CineStar kinima.